# Natriumtrimethylsilylpropionat
Natriumtrimethylsilylpropionat (kurz TMSP oder TSP) ist eine chemische Verbindung, die eine Trimethylsilylgruppe enthält. TSP ist das Salz der Trimethylsilylpropionsäure, wobei in der Literatur oft nicht eindeutig zwischen der Säure und ihren Salzen unterschieden wird.

## Verwendung in der Kernspinresonanz

Strukturformel von deuteriertem Natriumtrimethylsilylpropionat

Die deuterierte Variante, bei welcher die vier zentralen Wasserstoffatome gegen Deuteriumatome ausgetauscht sind [C6H9D4NaO2Si, 3-(Trimethylsilyl)propion-2,2,3,3-d4-säure-Natriumsalz], wird als Referenzsubstanz in der NMR-Spektroskopie verwendet. Grund ist, dass die Wasserstoffatome in den an das Silicium gebundenen Methylgruppen eine deutlich andere Resonanzfrequenz haben als die meisten organischen Moleküle. Somit kommt das Signal am Rand des NMR-Spektrums zu liegen, wo kaum Überlappungen zu befürchten sind. Dem Signal wird eine chemische Verschiebung von 0 ppm zugeordnet.
In organischen Lösungsmitteln wird statt TSP Tetramethylsilan (TMS) verwendet.